# جيبق ثنائي الأسنان
جيبق ثنائي الأسنان (الاسم العلمي: Japyx bidens) هو نوع من الحيوانات يتبع جنس الجيبق من الفصيلة الجيبقية.